# Вай-фай через Коаксіал
Вай-фай через Коаксіал (англ. Wi-Fi over Coax) — технологія для поширення і розповсюдження Wi-Fi сигнал через коаксіальні кабелі. Як вбудоване бездротове рішення, Вай-фай через Коаксіал може використовувати існуючі або нові кабелі з імпедансом 50 Ω, спільно з Wi-Fi точкою доступу, кабелів, і антени. Коаксіальний кабелі з характеристикою імпеданса 75 Ω, таких як RG-6 кабель використовуэться у вбудованих рішеннях телевізійного розповсюдження, може також бути використовуватись підключення імпеданс конверторів. Частина антенної розподільчої системи, Вай-фай через Коаксіал можуть бути з'єднаними на багатьох поверхах дома чи офісу через Розділювачі потужності і зоновані антени або пасивні, або за допомогою підсилювачів, що потенційно позбавляє потреби у кількох точках доступу.

## Зовнішні посилання
- Coaxifi [Архівовано 7 серпня 2020 у Wayback Machine.]
- Dualcomm [Архівовано 11 листопада 2017 у Wayback Machine.]